# Cephalops longiductulis
Cephalops longiductulis är en tvåvingeart som beskrevs av De Meyer 1990. Cephalops longiductulis ingår i släktet Cephalops och familjen ögonflugor.
Artens utbredningsområde är Mississippi. Inga underarter finns listade i Catalogue of Life.